# Buesa
Buesa est un village de la province de Huesca, situé à environ deux kilomètres au sud-sud-est de Broto, à laquelle il est rattaché administrativement. Le village se trouve à 1 131 mètres d'altitude. 
L'église du village date principalement du XVIe siècle ; elle est dédiée à sainte Eulalie de Mérida de Marie. À proximité du village se trouve également une chapelle dédiée à la Vierge de Bun et à sainte Isabelle, qui remonte au moins au XVIIe siècle et se trouve à l'emplacement de l'ancien village de Bun, sans doute abandonné au cours du Moyen Âge. 